# Con la iglesia hemos topado

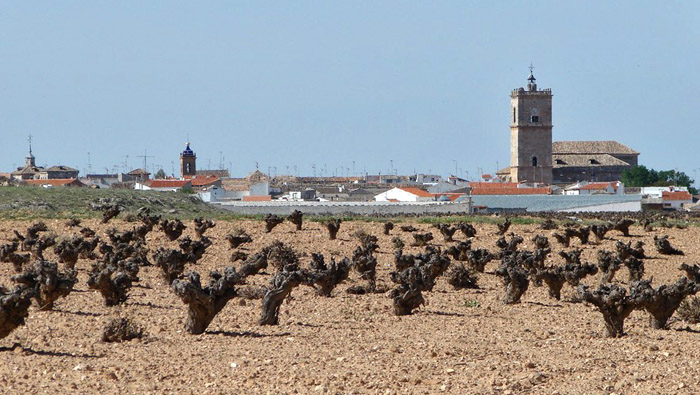
Vista de El Toboso.

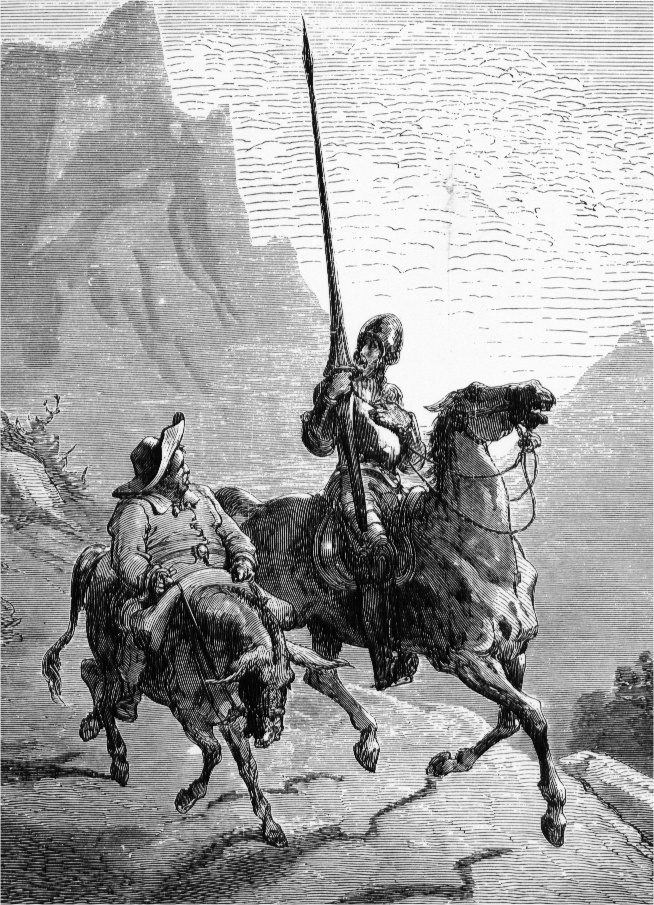
Don Quijote y Sancho Panza, protagonistas de esta expresión.

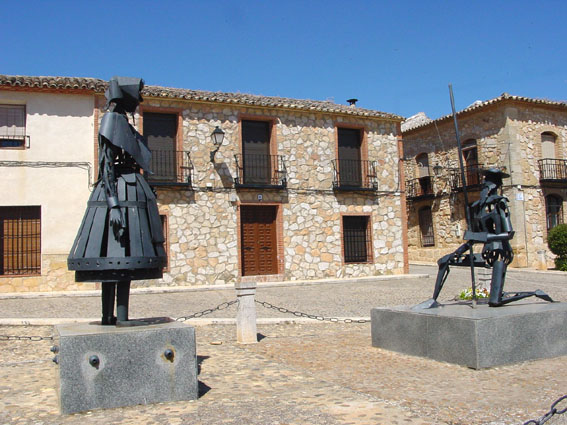
Monumento a Don Quijote y Dulcinea en El Toboso.

«Con la iglesia hemos topado» es un tópico literario, derivado de un pasaje de Don Quijote de la Mancha, que se ha convertido en una expresión coloquial. Se usa para expresar lo inconveniente de que en los asuntos propios se mezcle la Iglesia y la frustración causada por la intervención o la mera existencia de esa institución, o, por extensión del sentido, de cualquier autoridad que suponga un obstáculo insuperable para las intenciones de quien usa la frase.
En el Antiguo Régimen en España el poder e influencia del clero y sus instituciones era muy superior al de cualquier otro grupo social; y a cualquiera atemorizaba el enfrentarse a ellas. Las críticas a la Iglesia aparecen en la literatura española del siglo de Oro, aunque habían de mantenerse en el ámbito de lo sugerido, o hacerlas anónimamente (como en el Lazarillo de Tormes).
La frase en cuestión no es una cita literal de Cervantes: se cambia el original «dado» por «topado» (lo que posiblemente incremente las connotaciones peyorativas), muy a menudo se añade «amigo Sancho», cuando el original dice únicamente «Sancho», y también el uso de la mayúscula o la minúscula en «iglesia» ha sido objeto de interpretación.
En cualquier caso, la evidente ironía en el diálogo entre Sancho Panza y don Quijote (Sancho sabe que no hay palacio de Dulcinea, pero hace como que lo busca, don Quijote ve cómo su idealismo choca con la realidad, como en el episodio de los gigantes-molinos, pero esta vez lo conoce) ha permitido históricamente hacer una doble lectura de carácter anticlerical, que supone entender el texto como una denuncia de la subordinación de la sociedad y el Estado a la Iglesia, fuera o no esa la intención de su autor (cosa que niegan, entre otros, Francisco Rodríguez Marín —«Qué importancia dan a esta frase, que no dice más de lo que suena, los intérpretes esoteristas del “Quijote”»—, Martín de Riquer —«no tiene segunda intención y sólo quiere significar lo que dice»— y Francisco Rico).

—Hallemos (...) el alcázar —replicó don Quijote— (...) Y advierte, Sancho, o que yo veo poco o que aquel bulto grande y sombra que desde aquí se descubre la debe de hacer el palacio de Dulcinea.

(...)

Guió don Quijote, y habiendo andado como doscientos pasos, dio con el bulto que hacía la sombra, y vio una gran torre, y luego conoció que el tal edificio no era alcázar, sino la iglesia principal del pueblo. Y dijo:

—Con la iglesia hemos dado, Sancho.

—Ya lo veo —respondió Sancho—, y plega a Dios que no demos con nuestra sepultura, que no es buena señal andar por los cimenterios a tales horas, y más habiendo yo dicho a vuestra merced, si mal no me acuerdo, que la casa desta señora ha de estar en una callejuela sin salida.

—¡Maldito seas de Dios, mentecato! —dijo don Quijote—. ¿Adónde has tú hallado que los alcázares y palacios reales estén edificados en callejuelas sin salida?

—Señor —respondió Sancho—, en cada tierra su uso: quizá se usa aquí en el Toboso edificar en callejuelas los palacios y edificios grandes; y, así, suplico a vuestra merced me deje buscar por estas calles o callejuelas que se me ofrecen: podría ser que en algún rincón topase con ese alcázar, que le vea yo comido de perros, que así nos trae corridos y asendereados.
Segunda parte, capítulo IX Donde se cuenta lo que en él se verá.